# Yoshi (Mondkrater)
Yoshi ist ein sehr kleiner Einschlagkrater auf der nordöstlichen Mondvorderseite in der Ebene des Mare Serenitatis, unmittelbar bei der Mondsenke des Aratus CA.
Die namentliche Bezeichnung geht auf eine ursprünglich inoffizielle Bezeichnung auf Blatt Topophotomap 42A4/S2 der Topophotomap-Kartenserie der NASA zurück, die von der IAU 1976 übernommen wurde.